# Pócspetri, Szabolcs-Szatmár-Bereg
Pócspetri  este un sat în districtul Nyírbátor, județul Szabolcs-Szatmár-Bereg, Ungaria, având o populație de 1.719 locuitori (2011). 

## Demografie
Componența etnică a satului Pócspetri
     Maghiari (93,45%)
     Romi (6,05%)
     Necunoscut (0,19%)
     Germani (0,31%)
     Alții (0,19%)
Componența confesională a satului Pócspetri
     Romano-catolici (59,86%)
     Greco-catolici (15,18%)
     Reformați (6,22%)
     Fără religie (1,8%)
     Necunoscută (16,93%)
     Alte religii (0,64%)
Conform recensământului din 2011, satul Pócspetri avea 1.719 locuitori. Din punct de vedere etnic, majoritatea locuitorilor (93,45%) erau maghiari, cu o minoritate de romi (6,05%). Apartenența etnică nu este cunoscută în cazul a 0,19% din locuitori.  Din punct de vedere confesional, majoritatea locuitorilor (59,86%) erau romano-catolici, existând și minorități de greco-catolici (15,18%), reformați (6,22%) și persoane fără religie (1,8%). Pentru 16,93% din locuitori nu este cunoscută apartenența confesională.

## Personalități născute aici
- András Veres (n. 1959), episcop romano-catolic.